# الینور ماتسورا
الینور ماتسورا وایت (به انگلیسی: Eleanor Matsuura white)، بازیگری ڗاپنی-بریتانیایی است که بیشتر به خاطر بازی در نقش‌های یومیکو در سریال مردگان متحرک و نقش بِو در سریال آرمان‌شهر شناخته می‌شود.
ماتسورا در توکیو در تاریخ ۲۳ ژوئن ۱۹۷۶ متولد شد و در هرتفوردشر انگلستان بزرگ شد. او نیمی انگلیسی و نیمی ژاپنی است و به زبان ژاپنی صحبت نمی‌کند. او در زمینه رقص مدرن آموزش دیده‌است.

## زندگی شخصی
ماتسورا حامی حقوق حیوانات است و به‌شکل فعالانه با گروه‌های حامی سگ‌ها و گربه‌ها همکاری می‌کند.
وی در سال ۲۰۱۴ با تره‌ور وایت بازیگر کانادایی ازدواج کرد. آن‌ها در لندن زندگی می‌کنند. در نوامبر ۲۰۱۷، ماتسورا یک دختر به دنیا آورد که اولین فرزند این زوج است.

## زندگی حرفه‌ای
ماتسورا در چندین مجموعه تلویزیونی بریتانیایی از جمله شهر هالبی، سیاهی‌لشکر، ایست‌اندرز، شیادها و دکتر هو و چند فیلم سینمایی بریتانیایی، ایفای نقش کرده‌است. او همچنین در سریال شرلوک، تهیه شده توسط بی‌بی‌سی وان و سریال مردگان متحرک، ساخت شبکه ای‌ام‌سی نقش‌آفرینی کرده‌است.